# Ноля (приток Байсы)
Ноля — река в России, протекает в Лебяжском районе Кировской области. Устье реки находится в 18 км по левому берегу реки Байса. Длина реки составляет 10 км.
Исток реки у нежилой деревни Полом в 12 км к юго-востоку от посёлка Лебяжье. Река течёт на восток, протекает деревню Горбушево. Впадает в Байсу между сёлами Ветошкино и Большой Сердеж.

## Данные водного реестра
По данным государственного водного реестра России относится к Камскому бассейновому округу, водохозяйственный участок реки — Вятка от города Котельнич до водомерного поста посёлка городского типа Аркуль, речной подбассейн реки — Вятка. Речной бассейн реки — Кама.
По данным геоинформационной системы водохозяйственного районирования территории РФ, подготовленной Федеральным агентством водных ресурсов:
- Код водного объекта в государственном водном реестре — 10010300412111100037860
- Код по гидрологической изученности (ГИ) — 111103786
- Код бассейна — 10.01.03.004
- Номер тома по ГИ — 11
- Выпуск по ГИ — 1